# Újezdec (Pardubice)
Újezdec é uma comuna checa localizada na região de Pardubice, distrito de Svitavy.